# Kim Jaejoong
Dans ce nom coréen, le nom de famille, Kim, précède le nom personnel.
Kim Jaejoong (hangeul : 김재중 ; hanja : 金在中 ; RR : Gim Jae-jung) né Han Jaejoon (hangeul : 한재준 ; hanja : 韩在俊) le 26 janvier 1986 à Gongju (Chungcheongnam-do, Corée du Sud), est un auteur-compositeur-interprète, chanteur et acteur sud-coréen. Il est membre du duo JX, ancien membre du groupe TVXQ, avec lequel il se faisait connaître sous le nom de Hero Jaejoong[réf. nécessaire] (hangeul : 영웅재중), et du trio JYJ formé avec 2 autres des anciens membres de TVXQ.
Au Japon, il est connu sous le nom de[réf. nécessaire] Jejung/J-Jun (ジェジュン).

## Biographie
Né Han Jae-joon (hangeul : 한재준 ; hanja : 韩在俊) à Gongju en Corée du Sud, Kim a longtemps pensé être né le 26 janvier. La réelle date de son anniversaire, révélée par sa mère biologique, est le 4 février. Quand il était jeune enfant, son père a abandonné sa mère, celle-ci n'ayant pas les moyens de l'élever, l'a confié à la famille Kim, ainsi son nom a été changé par Kim Jaejoong.
À ses quinze ans, il déménage à Séoul par ses propres moyens pour pouvoir participer aux auditions de SM Entertainment. Pour lui, la vie à Séoul est financièrement très difficile, il effectue dès lors divers petits boulots pour payer le loyer, la nourriture et les frais de formation de la SM.

### Carrière

#### TVXQ
Jaejoong auditionne en 2001 à la SM Entertainment . De 2003 à 2010, boys band TVXQ, connu aussi sous le nom de Dong Bang Shin Ki (DBSK) en Corée du Sud, et sous Tohoshinki au Japon. En 2010, deux des membres du groupe ainsi que Jaejoong portent plainte contre la SM, et quittent l'agence pour signer un contrat avec AVEX Japan. Ainsi, TVXQ se retrouve avec seulement deux membres, et le trio JYJ (composé de Junsu, Yoochun et Jaejoong), est révélé.

#### JYJ
Leur premier mini-album japonais intitulé The... et leur premier DVD de leur concert en direct du Tokyo Dome atteignent le no 1 sur les charts de l'Oricon. En octobre 2010, on révèle le premier album studio du groupe nommé The Beginning. En janvier 2011, JYJ poursuit sa carrière au Japon en sortant à nouveau un mini-album, intitulé Their Rooms, Our Story. Ils sortent plus tard leur tout premier EP coréen In Heaven le 28 septembre 2011, à la suite du découragement de la SM Entertainment qui voulait bloquer la sortie en Corée du Sud.

#### Carrière en solo
En dehors de TVXQ et JYJ, Jaejoong a travaillé en tant que chanteur solo. Il chante la chanson Insa pour l'OST du film romantique A Millionaire's First Love. Il collabore ensuite avec le girl group The Grace pour la version japonaise de leur chanson Just for One Day, présente sur leur premier album japonais Graceful 4,.
Kim Jaejoong continue ensuite en chantant le single en solo Maze, inclus dans le dernier album japonais Keyword des Tohoshinki. Il a écrit et composé la chanson Wasurenaide (忘れないで littéralement. Don't Forget), incluse dans le 25e EP japonais des Tohoshinki, Bolero/Kiss the Baby Sky/Wasurenaide,. La chanson a par ailleurs était rajoutée au quatrième album japonais du groupe, The Secret Code, avec les singles 9095 et 9096 également composés par Jaejoong. La chanson 忘れないで (Wasurenaide) a été utilisée dans une publicité pour des produits cosmétiques au Japon.
Le 30 septembre 2009, Jaejoong et Yoochun révèle un single qu'ils ont composé tous les deux, intitulé Colors (Melody and Harmony)/Shelter. La chanson est alors utilisée pour le 35e anniversaire de Hello Kitty.
Il continue sa carrière solo en chantant des chansons pour les OST de dramas et films. En commençant par le titre Love, pour le film Heaven's Postman, dans lequel il interprète le rôle principal. Ensuite Found You et For you It’s Separation, For me It’s Waiting pour le drama Sungkyunkwan Scandal, I'll Protect You pour la série Protect the Boss, et pour finir Living Like a Dream pour la sound-track du drama Time Slip Dr. Jin.
Le 17 janvier 2013, Jaejoong entame une véritable carrière solo et révèle son premier mini-album Mine. Le clip du single Mine sort un jour avant. Le thème plutôt rock gothique lui vaut la première place aux charts sud-coréennes Hanteo et Gaon, et des pré-records au Japon,,. L'album est aussi au Top des téléchargements iTunes au Japon ainsi que dans 9 autres pays,.
Les 26 et 27 janvier, Jaejoong a tenu deux jours de concerts exceptionnels à la Ilsan KINTEX pour célébrer le lancement de l'album, ainsi que son anniversaire. Les 16 000 billets pour le concert ont été vendus en un temps record.
En octobre 2013, il sort WWW .
En 2017, il est déclaré l'idole de K-Pop la plus riche  avec une valeur nette estimée à 100 millions de dollars. Il possédait ses propres cafés : J-Holic, Coffee Cojjee (Samsung-dong), une chaîne de restaurant japonais Bum’s Story (avec Park Yoochun), le Holic-J Bar (Gangnam). Il était aussi CEO et designer d'un magasin de vêtements de luxe MOLDIR (Cheongdam-dong), et également CEO de KAVE mall (Shibuya). [Toutes ces enseignes sont maintenant closes].
En mai 2023, après avoir quitté CJES en avril (fin de contrat), il crée sa propre agende, INKODE, avec l'ancien vice-président de CUBE, Noh Hyun Tae. Il est à la fois CEo et artiste au sein de l'agence. D'autres artistes l'ont rejoint ensuite.

## Vie personnelle

### Adoption
Vers 2005, Jaejoong apprend qu'il a en réalité été adopté alors qu'il était tout petit. Après que son père ait abandonné sa mère, celle-ci n'avait plus vraiment les moyens de l'élever, et l'a donné par adoption à la famille Kim, qui ayant déjà 8 filles, voulait un garçon. Après cette révélation en famille, les médias se sont emparés de l'affaire en 2006, lorsque cette adoption, qui n'avait pas eu lieu dans les règles, a posé des problèmes pour le service militaire de Jaejoong, et son père biologique réclama par la suite ses droits parentaux.

### Accident
Fin 2005, lors des répétitions de Rising Sun, il se blesse au cartilage du genou et doit être opéré. Cette opération l'empêche pendant plusieurs mois de danser ou se produire correctement sur scène. Il ne danse donc pas pour les clips de Rising Sun, My destiny, ou lors de la première tournée Rising Sun des TVXQ.

### Suspension du permis de conduire
Le 7 avril 2006 à 1h du matin, la police fait passer à Jaejoong un alcootest, qui révèle une alcoolémie de 0,71 g par litre de sang. Il est ensuite relâché, après avoir passé 20 minutes au commissariat de police. De ce fait, il a été temporairement suspendu de toutes ses activités avec les TVXQ. Kim Jaejoong a ainsi vu son permis suspendu pour 100 jours, et a failli ne pas participer à la première tournée japonaise des TVXQ. Leur label japonais Avex souhaitait lui interdire de participer, mais la volonté des fans de voir Jaejoong sur scène les a fait changer d'avis.

### Service militaire
Jaejoong commence son service militaire le 31 mars 2015. Il fini son service 21 mois plus tard, le 30 décembre 2016.

## Filmographie
- Dating on Earth (2006)
- Heaven Postman (2008, sorti en 2009)
- Jackal is Coming (2012)

### Dramas
- Vacation (2006)
- Tokyo Holiday (apparition)
- Dangerous love (apparition)
- The Uninvited guest (apparition)
- Unforgettable Love (apparition)
- Dating on Earth (2006)
- Sunao ni Narenakute (2010) - Park Seonsu
- Protect the Boss (2011) - Cha Mu won
- Dr. Jin (2012) - Kim Kyung Tak
- Triangle (2014) - Jang Dong-chul / Heo Young-dal
- SPY (2015) - Kim Seon Wu
- Manhole (2017) - Bong Pil
- Bad memory eraser (2024) - Lee Goon

## Discographie

### En solo
- Living like a dream (2012 - OST Dr Jin )
- One kiss (2013) - single
- Mine (2013) - EP - 5 titres
- Butterfly (2013) - single
- Y (2013) - album 9 titres
- WHO WHEN WHY (2013) - album 15 titres
- Triangle (OST - pistes 2 & 5)
- You know What (2016) - single
- No.X (2016) - album 12 titres
- Flawless Love (2019)
- Love songs (2020) - 5 titres
- Things for love (2020 - Private Lives OST - 5)
- Fallinbow (2022) - 11 titres
- Born Gene (2022) - 9 titres
- In this world (2022 - OST Webtoon Plainwalker of Stigmatization)
- Flower Garden (2024) - 13 titres
- Sequence #4 (2024)

### Apparition dans les clips d'autres artistes
- Taegoon - Call me
- Ayumi Hamasaki - Blossom
- Baek Seung Heon - Til The Sunrise
- Gummy - I I Yo

### Compositions
Auteur-compositeur, il a ainsi écrit plusieurs chansons pour TVXQ, JYJ, etc.

#### Kim Jaejoong
- All Alone (2013)
- Mine (2013)
- One Kiss (2013)
- Just Another Girl (2014)

#### TVXQ
- Kiss shita mama sayonara (2007, avec Yoochun)
- Sarangha uljima (Don't cry my lover) (2008)
- Wasurenaide (2009)
- 9095 (2009)
- 9096 (2009)
- Colors - Melody and Harmony (2009, avec Yoochun)
- Shelter (2009, avec Yoochun et Junsu)

#### JYJ
- Still in Love (2010, compositeur)
- Nine (2011)
- Pierrot (2011)
- I Deal Scenario (2011)
- In Heaven (2011)
- Get Out (2011, avec Yoochun)
- Boy's Letter (2011, paroles)

#### Bandes Originales
- I'll Protect You - Bande Originale du drama Protect the Boss (2011, paroles)
- Living Like A Dream - Bande Originale du drama Time Slip Dr. Jin (2012, paroles)
- Healing For Myself - Bande Originale du film Code Name : Jackal (2012)
- Though I Hate It et Coincidence - Bande Originale du drama Triangle (2014)

#### Xiah Junsu
- No Gain (2012)

#### Baek Seung Heon
- Till The Sunrises (2012, paroles)